# Средно училище „Назъм Хикмет“
Средно училище „Назъм Хикмет“ е основано през 1938 година. Намира се в село Медовец, община Дългопол, област Варна.
В училището се учат 200 деца от 1 до 12 клас. 
Учебното заведение разполага с отлична материална база, 2 компютърни зали и спортна площадка. Учителите са с дългогодишен опит и висока квалификация.